# Cordia koemariae
Cordia koemariae är en strävbladig växtart som beskrevs av J.S.Mill.. Cordia koemariae ingår i släktet Cordia, och familjen strävbladiga växter. Inga underarter finns listade i Catalogue of Life.